# Rose Kim
Pour les articles homonymes, voir Sainte Rose et Kim.
Rose Kim ou Rose Kim No-sa (en coréen 김 로사) est une laïque chrétienne coréenne, martyre et sainte, née en 1784 à Séoul en Corée, tuée le 20 juillet 1839 à Séoul.
Reconnue martyre et béatifiée en 1925 par le pape Pie XI, elle est solennellement canonisée à Séoul par Jean-Paul II le 6 mai 1984 avec 102 autres martyrs de Corée. 
Sainte Rose Kim est fêtée le 20 juillet et le 20 septembre.

## Biographie
Kim No-sa naît en 1784 dans la ville de Séoul, en Corée. Elle est d'une famille non catholique. 
Elle se marie, mais son mari et elle se séparent ensuite. Elle va alors habiter chez une parente, qui est catholique. C'est son premier contact avec cette religion. Bien qu'avancée en âge, elle s'applique avec joie à apprendre la religion catholique. Intelligente, elle sait bien communiquer pour faire comprendre aux autres la valeur de sa conviction. Elle enseigne le catholicisme à sa mère et à son frère aîné. Toute sa famille vit alors en harmonie, selon l'enseignement de l'Église. Rose Kim vit selon sa foi catholique, fait régulièrement son examen de conscience et prie toute la journée. Elle respecte beaucoup les prêtres et fait tout ce qu'elle peut pour les aider. Elle est un modèle pour les autres catholiques.
Lors des persécutions, la police encercle sa maison dans la nuit du 16 janvier 1838. Restant calme, heureuse aussi de pouvoir témoigner à son tour, elle va en prison en invoquant les noms de Jésus et de Marie. Elle refuse de renier sa foi, et au contraire en témoigne auprès de tous dans la prison. Même les gardes en sont impressionnés. Le juge l'interroge et menace de la torture. Furieux des réponses qu'elle lui fait, le juge la fait torturer puis la condamne à mort.
Rose Kim est exécutée le 20 juillet 1839 à Séoul,.

## Canonisation
Rose Kim est reconnue martyre par décret du Saint-Siège le 9 mai 1925 et ainsi proclamée vénérable. Elle est béatifiée (proclamée bienheureuse) le 5 juillet suivant par le pape Pie XI,.
Elle est canonisée (proclamée sainte) par le pape Jean-Paul II le 6 mai 1984 à Séoul en même temps que 102 autres martyrs de Corée,.
Sainte Rose Kim est fêtée le 20 juillet au jour anniversaire de sa mort, et le 20 septembre qui est la date commune de célébration des martyrs de Corée.